# Žiželice (okres Louny)
Obec Žiželice se nachází v okrese Louny v Ústeckém kraji. Žije v ní 444 obyvatel.

## Název
Název vesnice je odvozen ze jména Žužela ve významu ves lidí Žžuželových. V historických pramenech se jméno vsi objevuje ve tvarech: de Zuzelicz (1318), „in v. Zizeliczich“ (1390), Zuzzelicz (1398), Zizelicze (1453), „ve vsi Zijzeliczy“ (1545), na Žiželicích (1603), „ve vsi Zyzielycych“ (1619), Žiželice (1654), Schieselitz (1673), Žiželicze (1787) a Žiželitz (1846).
Ve staročeštině slovo žúžel označovalo hmyz obecně nebo plaza.

## Historie
V údolí Hutné byl v roce 1924 objeven profesorem žateckého gymnázia Wurdingerem hrob ženy ze čtvrtého století. Kostra byla uložena v hloubce 150 centimetrů pod dvojí vrstvou kamení a byla bohatě zdobena šperky. Dnes je uložena v Polánkově Muzeu v Žatci jako žiželická princezna.
První písemná zmínka o vesnici pochází z roku 1318, kdy zde žil vladyka Beneš z Žiželic. V dalších letech byla vesnice rozdělena mezi více držitelů. Jedním z nich byl zřejmě žatecký kožišník Otlín. V polovině patnáctého století zde měl majetkové nároky Jan Calta z Kamenné Hory, ale když zemřel, připadl jeho díl jako odúmrť králi Jiřímu z Poděbrad. Král vesnici přenechal Janu Pytlíkovi ze Zvoleněvsi a Václavovi ze Solopysk. Dalším známým majitelem byl do roku 1531 Opl z Fictumu, kdy mu byl zkonfiskován celý majetek za penězokazectví. Roku 1545 vesnici získali Šlikové. V roce 1615 prodal Jáchym Hora mladší z Ocelovic pustý mlýn a dva dvory v Žiželicích Erasmu Štampachovi ze Štampachu a ze stejného roku je první zpráva o zdejší tvrzi. Erasmus Štampach se na straně povstalců zúčastnil stavovského povstání, za což mu byl roku 1622 zkonfiskován majetek. O rok později vesnici s pustou tvrzí, Hořeticemi a Bílenci koupil František Clary de Riva.
Po celou dobu své existence byly Žiželice sužovány záplavami rozvodněné Hutné - doloženy jsou povodně v letech 1886, 1895 a 1901.
Roku 1948 byl ve vesnici založen státní statek a o dva roky později jednotné zemědělské družstvo.[zdroj?]

## Obyvatelstvo
V roce 1910 žilo v Žiželicích osmdesát Čechů a více než 150 Němců.[zdroj⁠?!] Při sčítání lidu v roce 1921 zde žilo 407 obyvatel (z toho 203 mužů), z nichž bylo 59 Čechoslováků, 347 Němců a jeden cizinec. Kromě jednoho evangelíka se hlásili k římskokatolické církvi. Podle sčítání lidu z roku 1930 měla vesnice 417 obyvatel: 139 Čechoslováků, 277 Němců a jednoho cizince. Většina z nich byla stále katolíky, ale žili zde také dva evangelíci, pět příslušníků církve československé, a čtyři lidé bez vyznání.
| Obec Žiželice        | Obec Žiželice | Obec Žiželice | Obec Žiželice | Obec Žiželice | Obec Žiželice | Obec Žiželice | Obec Žiželice | Obec Žiželice | Obec Žiželice | Obec Žiželice | Obec Žiželice | Obec Žiželice | Obec Žiželice | Obec Žiželice |
|                      | 1869          | 1880          | 1890          | 1900          | 1910          | 1921          | 1930          | 1950          | 1961          | 1970          | 1980          | 1991          | 2001          | 2011          |
| -------------------- | ------------- | ------------- | ------------- | ------------- | ------------- | ------------- | ------------- | ------------- | ------------- | ------------- | ------------- | ------------- | ------------- | ------------- |
| Obyvatelé            | 970           | 974           | 1 005         | 1 095         | 1 106         | 1 077         | 1 081         | 531           | 595           | 525           | 606           | 404           | 446           | 409           |
| Místní část Žiželice |               |               |               |               |               |               |               |               |               |               |               |               |               |               |
| Obyvatelé            | 385           | 356           | 378           | 434           | 425           | 407           | 417           | 202           | 228           | 223           | 320           | 249           | 245           | 213           |
| Domy                 | 51            | 56            | 58            | 62            | 67            | 63            | 64            | 66            | 47            | 46            | 44            | 48            | 41            | 43            |

## Obecní správa
V roce 1946 byly provedeny první volby do národního výboru Žiželice. V roce 1960 došlo ke sloučení obcí Žiželice a Hořetice v jeden správní celek a v roce 1971 byla obec Hořetice od místního národního výboru Žiželice opět odloučena. V roce 1981 k spojení správních celků Žiželice a Hořetice v jeden správní celek s místním národním výborem v Žiželicích. V roce 1990 došlo k rozdělení na dva obecní úřady Žiželice a Velemyšleves.

### Části obce
- Žiželice
- Hořetice
- Přívlaky
- Stroupeč

## Hospodářství
V katastrálním území Žiželice je vybudována fotovoltaická elektrárna s výkonem necelých 6 MW.

## Pamětihodnosti
- Jihozápadně od vesnice se nachází přírodní památka Stroupeč.
- U domu čp. 78 se nachází drobné zbytky žiželické tvrze, jejíž tvrziště z větší části zaniklo během výstavby koupaliště a zmíněného domu.[15]
- Jako kulturní památky jsou chráněny kaple Navštívení Panny Marie, boží muka.kříž u mostu a krucifix u domu čp. 6.

## Galerie

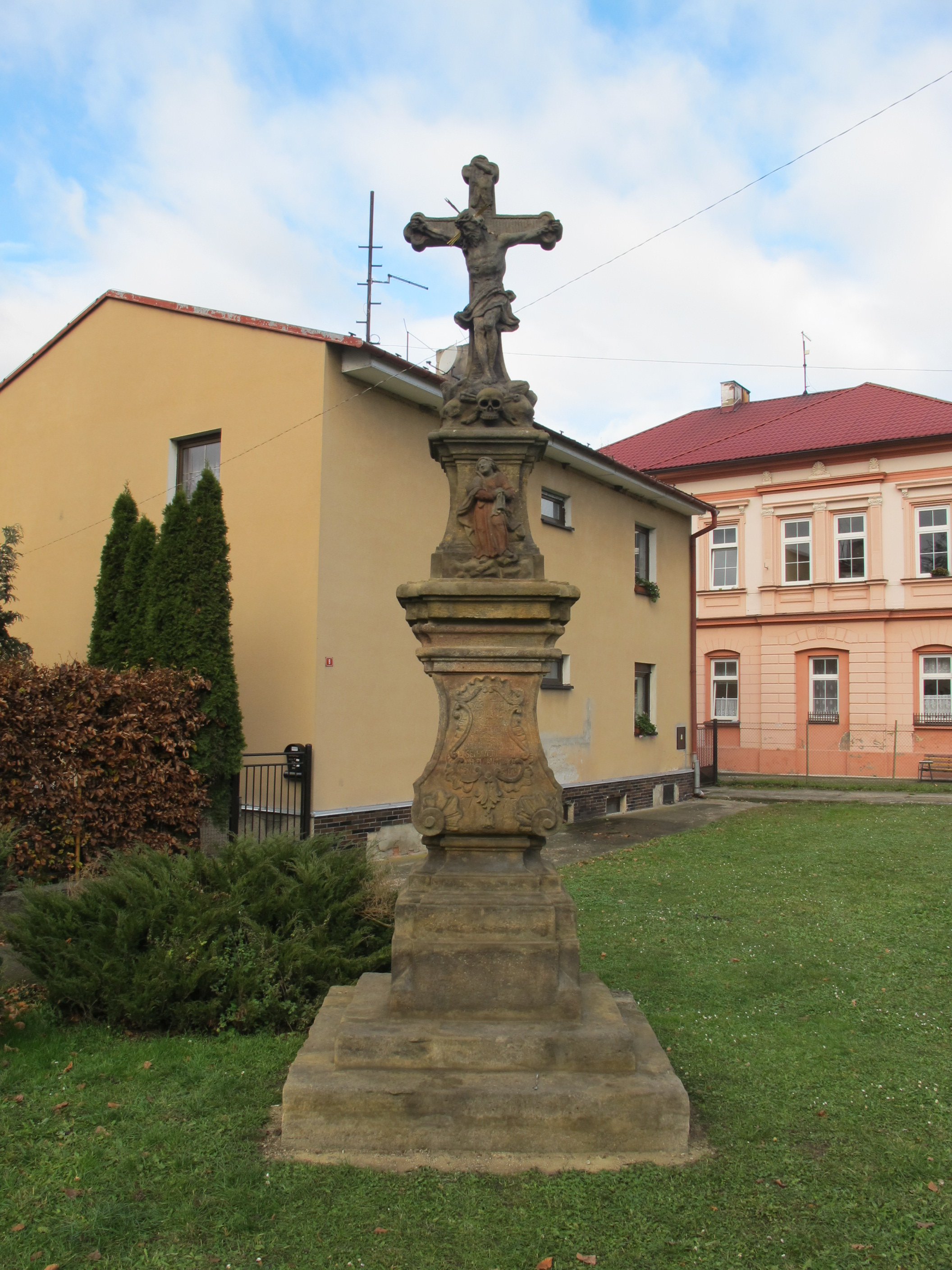
Krucifix u mostu
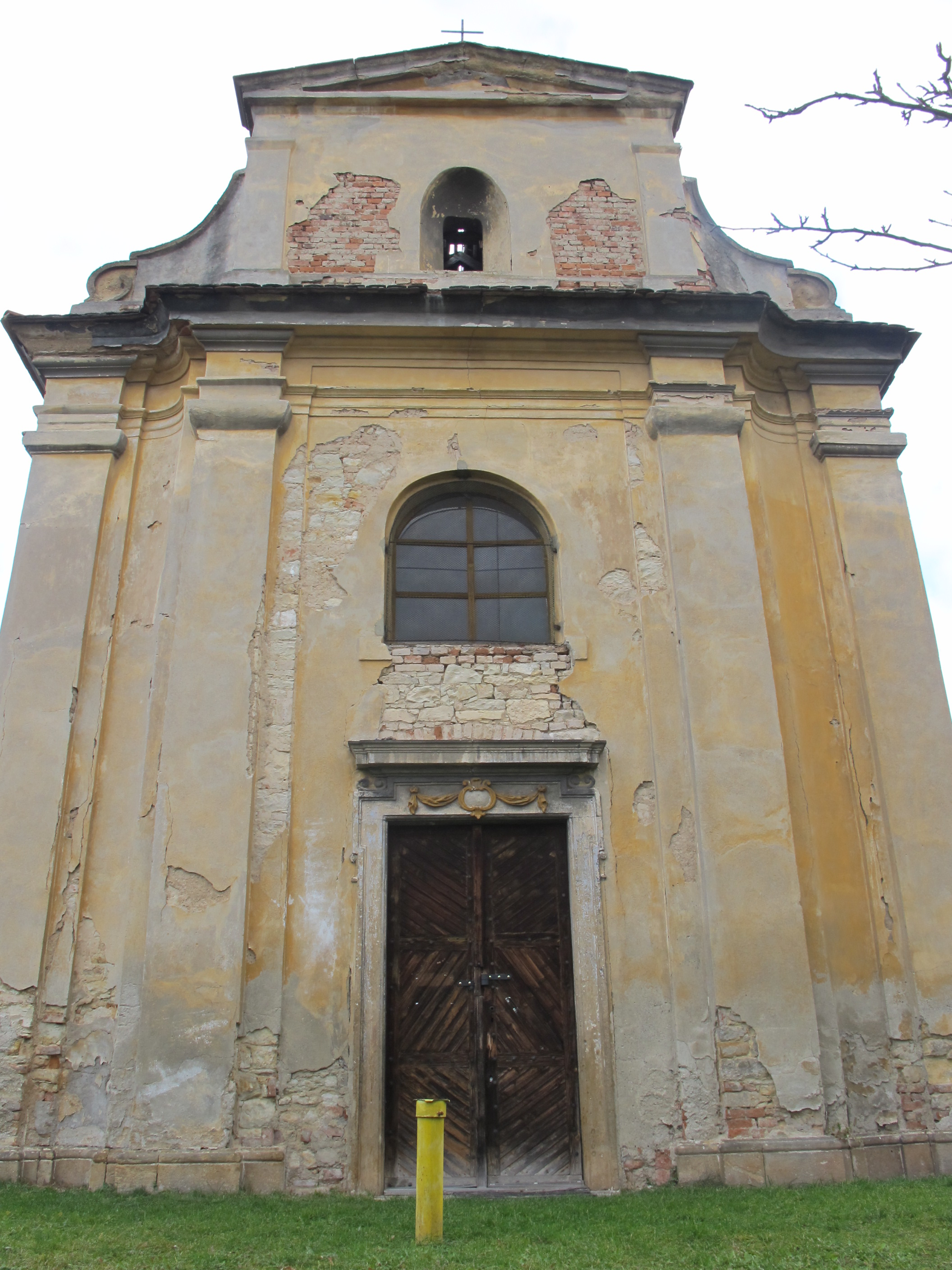
Kaple z roku 1660
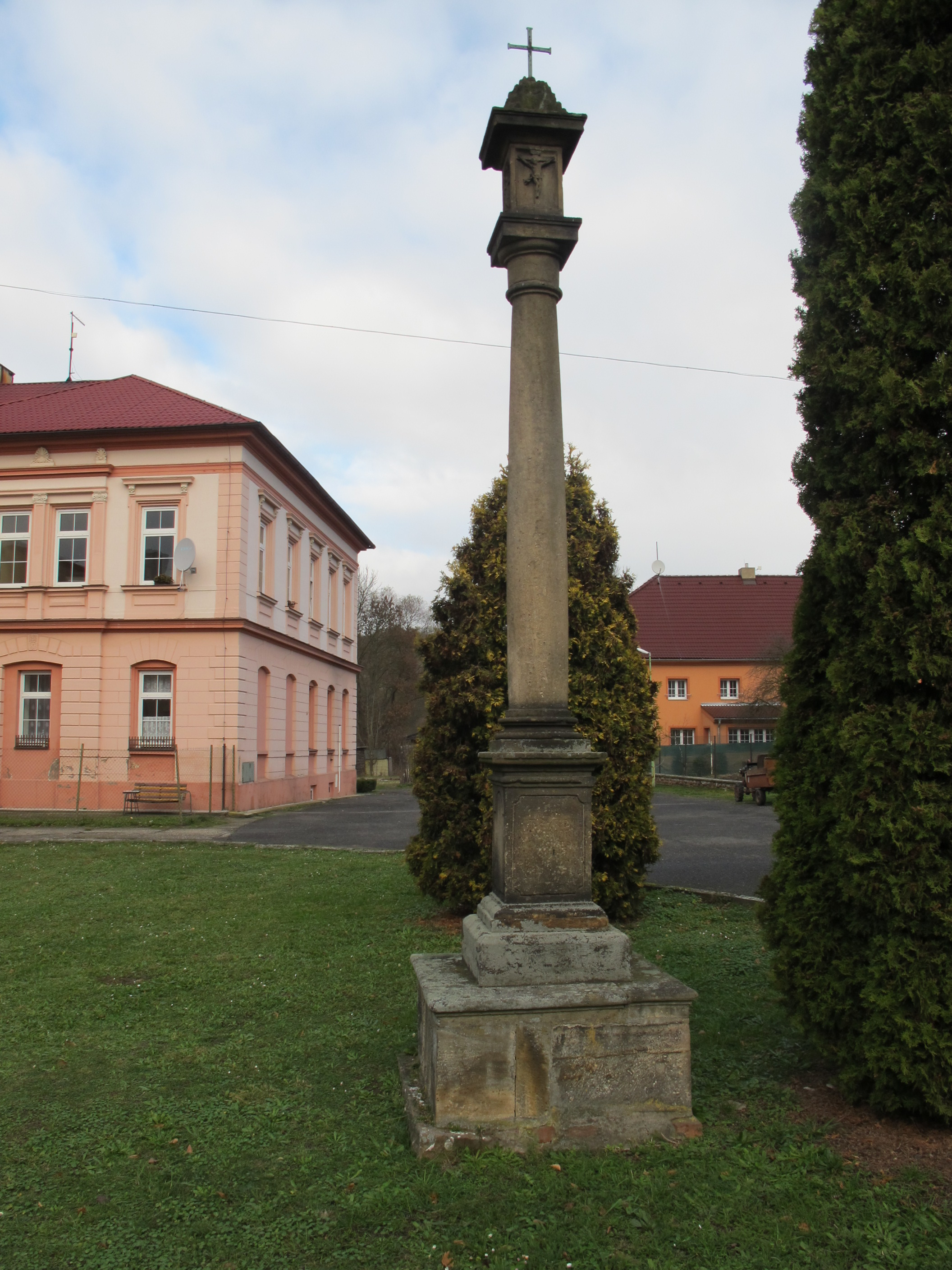
Barokní Boži muka na návsi
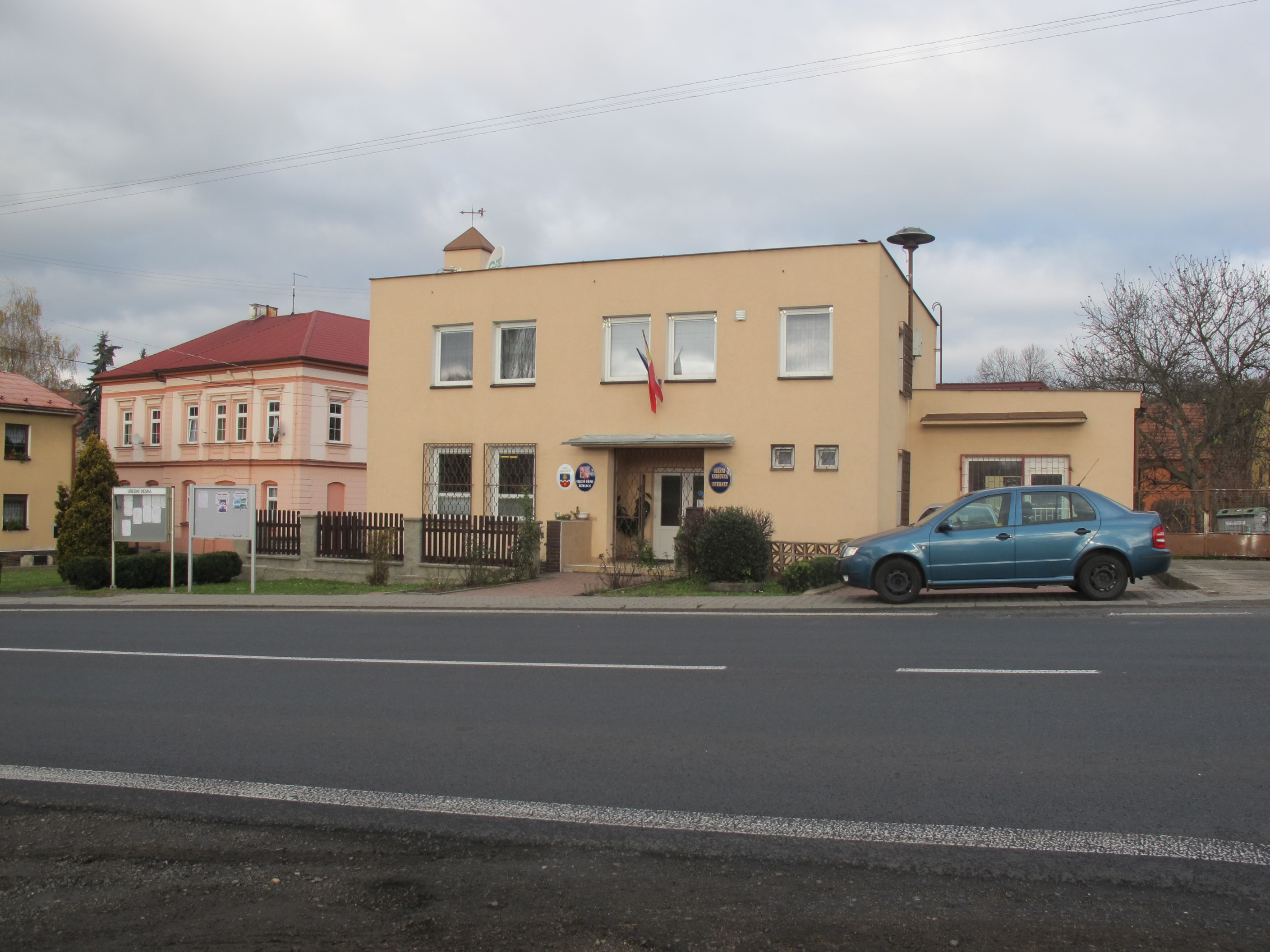
Budova obecního úřadu
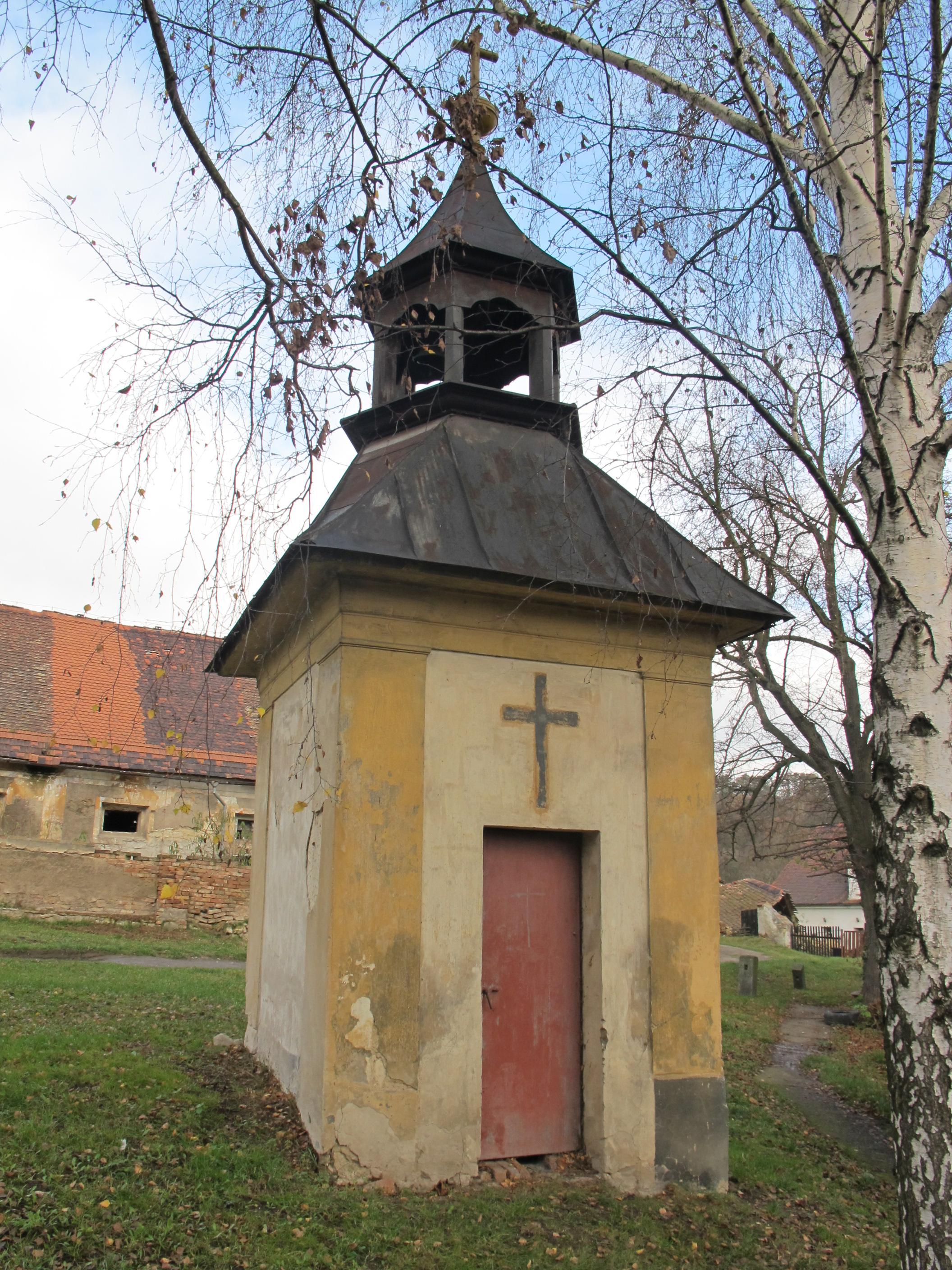
Kaplička